# 1941年の航空
< 1941年
1940年の航空 - 1941年の航空 - 1942年の航空

## 航空に関する出来事
- 1月 - 川西航空機の二式大艇が初飛行した。
- 1月9日 - アブロ ランカスター爆撃機が初飛行した。
- 2月7日〜8日 - 河辺忠夫が、滞空時間、13時間41分08秒の日本公認滑空機滞空日本新記録を達成した。
- 2月24日〜25日 - ブレスト軍港の空襲に、アブロ マンチェスターの運用を開始した。
- 2月26日 - フィリピン航空が設立された。
- 3月7日 - ドイツの輸送グライダー、メッサーシュミットMe 321 ギガント（全幅55 m、重量35 t）が初飛行。
- 3月10日〜11日 - イギリスの爆撃機、ハンドレページ ハリファックスが、ルアーブルに空襲に使用された。
- 4月2日 - ジェット戦闘機、ハインケル He 280が初飛行。
- 4月18日 - ドイツのジェット戦闘機、メッサーシュミット Me262が初飛行した。
- 5月6日 - アメリカの戦闘機、P-47 サンダーボルトが初飛行した。

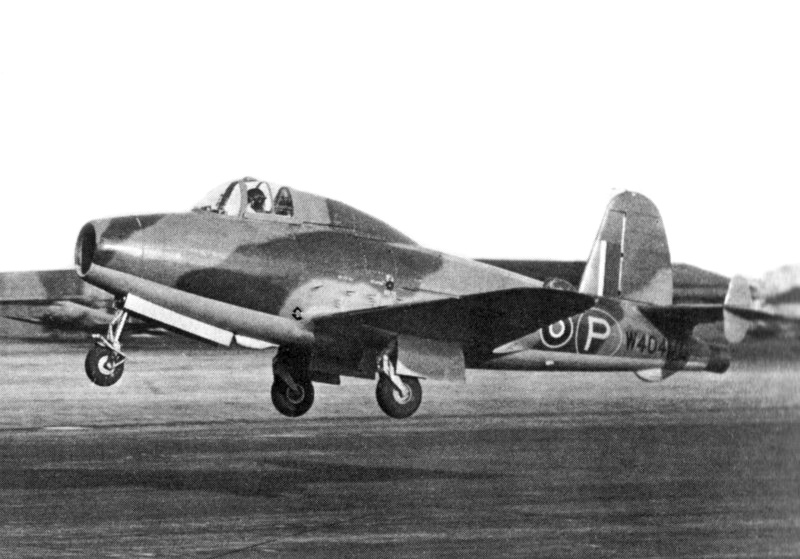
グロスター E.28/39

- 5月15日 - イギリスのジェット機、グロスター E.28/39が初飛行した。
- 5月24日〜26日 - イギリスの空母アークロイヤルのフェアリー　ソードフィッシュがドイツ海軍最大の戦艦、ビスマルクを攻撃し損害を与えた。
- 6月8日 - 連合軍がシリアとレバノンを攻撃し、フランス空軍のドヴォワチーヌD.520に搭乗するピエール・ルグローンがイギリスの戦闘機、ホーカー ハリケーンを撃墜した。
- 6月20日 - アメリカ陸軍航空隊(US Army Air Corps)が再編されて、アメリカ陸軍航空軍が設立された。
- 7月16日 - 狭い飛行場や道路から離陸できるように複葉機として離陸し、離陸後上翼を投棄して単葉機となるスリップ・ウィングのイギリスの実験機、ヒルソン バイモノが離陸後、上翼の投棄の実験に成功した。
- 8月7日 - アメリカの艦上爆撃機、TBF アベンジャーが初飛行した。
- 8月13日 - ドイツのロケット機、メッサーシュミット Me163が初飛行した。
- 8月22日 -ポルトガル、アゾレス諸島の航空会社　サタ航空(SATA Air Açores:Serviço Açoreano de Transportes Aereos )が設立された。
- 9月12日 - ソビエト連邦（ウクライナ人）の女性パイロット、エカテリーナ・ゼレンコが7機のメッサーシュミット（Me-109）と空戦を行ない弾薬を打ち尽くした後、メッサーシュミットの後部に体当たりして撃墜したが乗機も爆発し、コクピットから放り出されて墜落死した。この行為で、レーニン勲章が授与された。
- 9月23日 - ハンス・ウルリッヒ・ルーデルの操縦する急降下爆撃機Ju 87 シュトゥーカが、ソビエトの戦艦、マラートを大破着底させた。

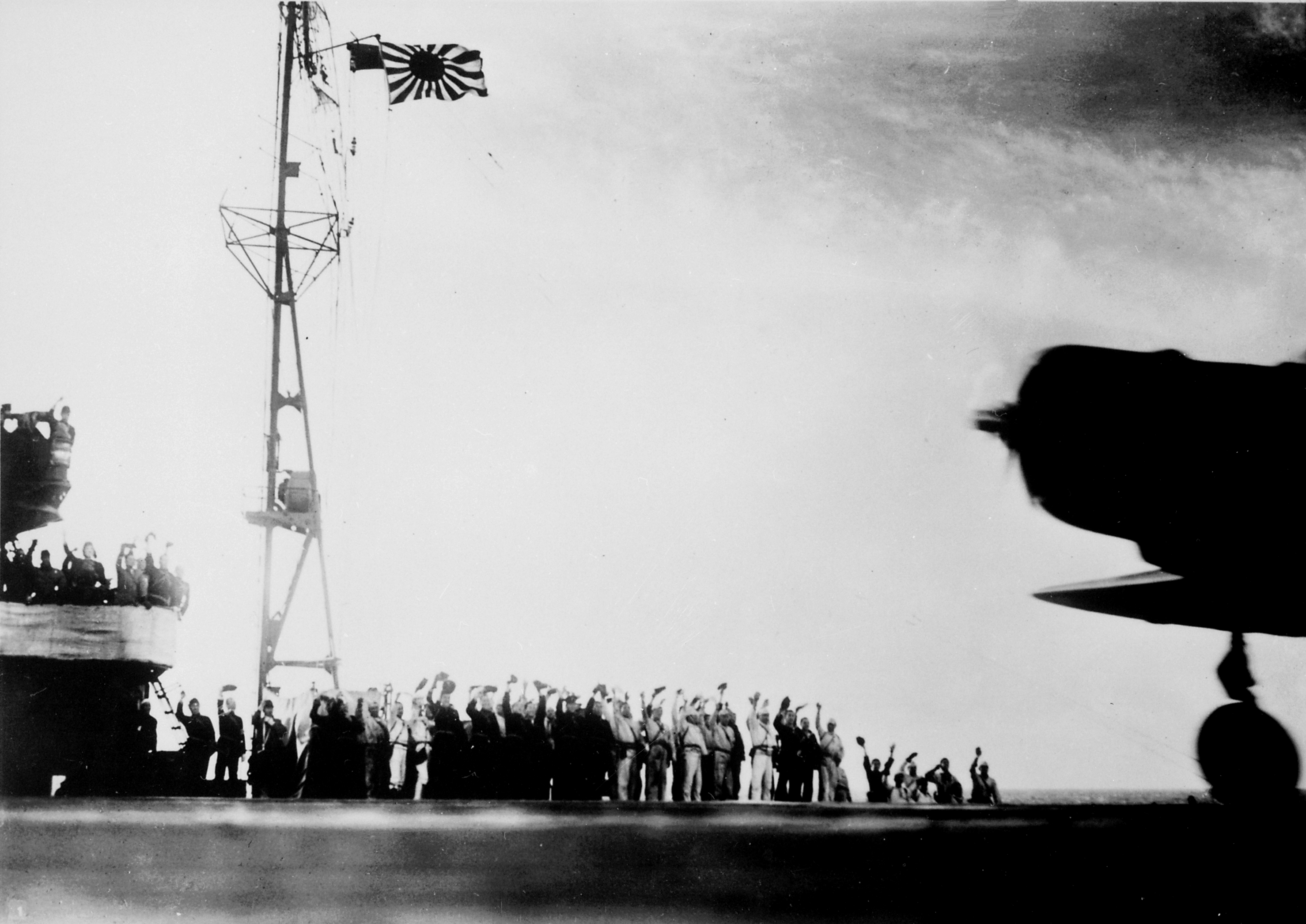
真珠湾攻撃に発進する日本の攻撃機

- 10月 - 輸送グライダー、Me 321を曳航するためにハインケル He111を連結した、ハインケル He111Zが初飛行した。
- 10月2日 - ハイニ・ディットマーがMe-163 A V4 KE+SWに乗り、航空機で史上初めて1000 km/hをこえる速度で飛行したパイロットとなった。
- 12月 - 日本陸軍の戦闘機、三式戦闘機飛燕が初飛行した。
- 12月8日 - 太平洋戦争が始まる。
- 12月11日 - 日本海軍の航空隊の一式陸上攻撃機などの攻撃で、イギリスの戦艦プリンス・オブ・ウェールズと巡洋戦艦レパルスが沈められた。
- 12月20日 - 中国国民党軍を支援したアメリカ合衆国義勇軍(American Volunteer Group; AVG)フライング・タイガースの所属のP-40Cが日本陸軍の九九式双発軽爆撃機10機を迎撃して、フライング・タイガースの最初の戦闘を行った。

## 1941年に初飛行した機体の画像

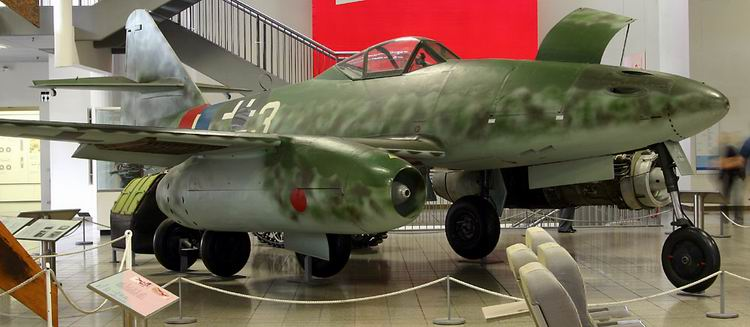
メッサーシュミット Me262 （4月18日）
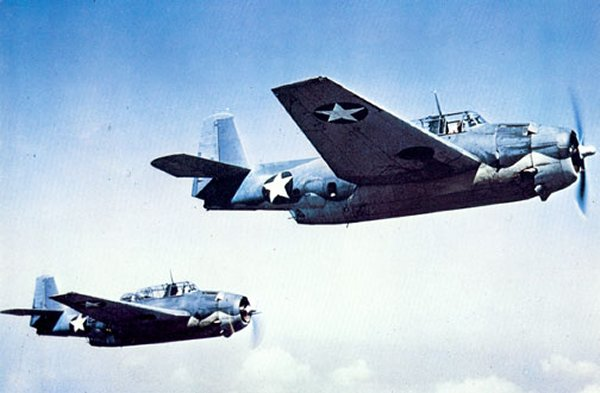
TBF （8月7日）
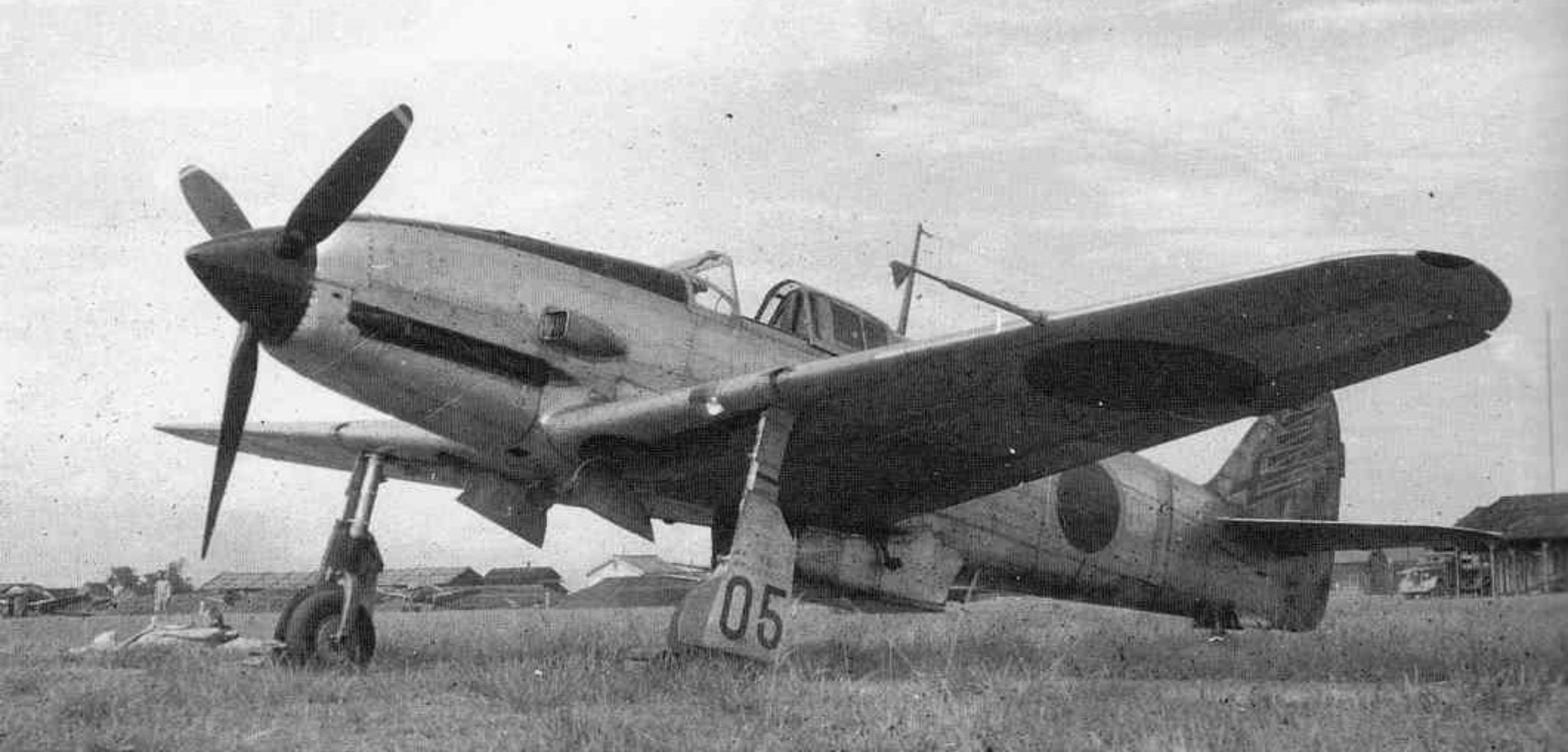
三式戦闘機 （12月）